# 貝爾角 (南設得蘭群島)
貝爾角（英語：Bell Point），是南極洲的海岬，位於南設得蘭群島的喬治王島西端附近，處於斯蒂根特角西南面11公里，在1935年由英國研究隊繪入地圖，現時由南極條約體系管理。